# Sigfrid Edström
Johannes Sigfrid Edström (21. listopadu 1870, Morlanda – 18. března 1964) byl švédský průmyslník a sportovní funkcionář. Působil jako předseda MOV a IAAF.

## Život
Edström studoval na univerzitě v Göteborgu a také ve Švýcarsku a USA. V mládí se věnoval sprintu a byl schopný uběhnout 100 metrů za 11 sekund. Od roku 1903 do roku 1933 pracoval jako ředitel elektrotechnické společnosti ASEA, do roku 1939 byl předsedou dozorčí rady.
V té době se Edström angažoval jako sportovní funkcionář a pomáhal organizovat olympijské hry ve Stockholmu. Během těchto her byla založena Mezinárodní asociace atletických federací (IAAF) a Edström byl zvolený za jejího prvního předsedu, kterým zůstal až do roku 1946.
Členem MOV se stal v roce 1920 a po členství ve výkonném výboru se stal roku 1931 místopředsedou. Po smrti tehdejšího předsedy, Henriho de Baillet-Latoura, se v roce 1942 Edström stal dočasným zastupujícím předsedou, kterým byl až do skončení druhé světové války.
Na schůzi MOV byl v roce 1946 v Lausanne byl zvolen formálně novým předsedou MOV. Sehrál významnou úlohu při obnově olympijského hnutí po válce. V průběhu Her XV. olympiády v Helsinkách roku 1952 se vzdal funkce (bylo mu 81 let) a nahradil ho Američan Avery Brundage.